# 1414

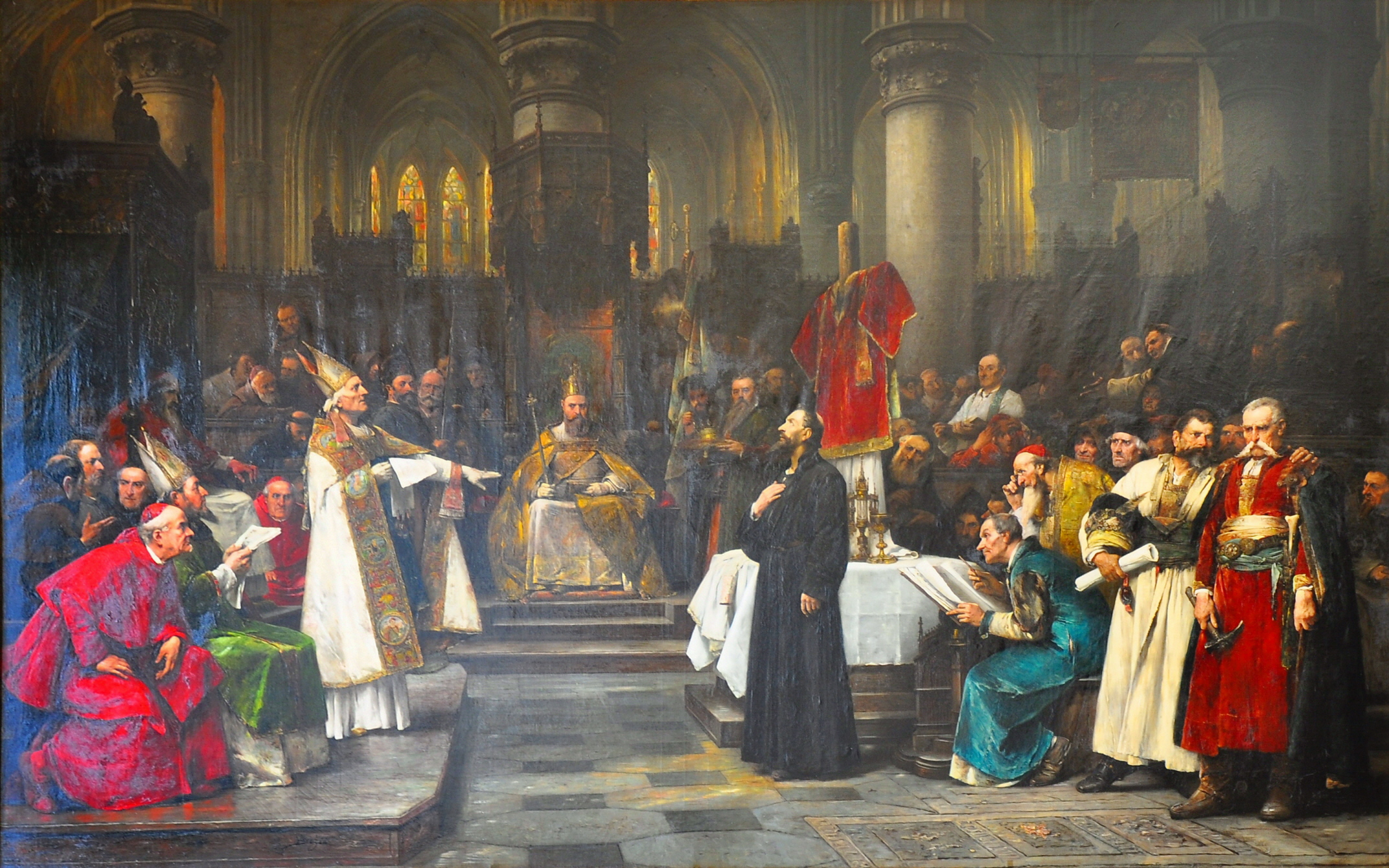
Jan Hus op het Concilie van Konstanz

Het jaar 1414 is het 14e jaar in de 15e eeuw volgens de christelijke jaartelling.

## Gebeurtenissen
- 5 mei - Weert ontvangt stadsrechten.
- 4 september - De Vrede van Atrecht wordt gesloten tussen de Bourguignons en de Armagnacs.
- 8 november - Kroning van koning Sigismund van Duitsland.
- Begin van het Concilie van Konstanz, dat een eind moet maken aan het Westers Schisma.
  - 28 november - tegenpaus Johannes XXIII laat Johannes Hus gevangen zetten, hoewel deze een keizerlijke vrijgeleide heeft.
- Sultan Parameswara van Malakka gaat over tot de islam.
- Vele plaatsen in West-Friesland krijgen stadsrechten, waarbij vaak meerdere dorpen tot één stede worden samengevoegd:
  - Abbekerk: Abbekerk, Midwoud, Twisk, Lambertschaag
  - Hem: Hem, Venhuizen
  - Hoogwoud
  - Opmeer en Spanbroek: Opmeer, Spanbroek
  - Westwoude: Westwoude, Westerblokker, Oosterblokker
- oudst bekende vermelding: Ledeacker, Schottheide

## Kunst en literatuur
- Hennen van Merchtenen: Cornicke van Brabant

## Opvolging
- Abbasiden (kalief van Caïro) - al-Musta'in opgevolgd door al-Mu'tadid II
- Augsburg - Frederik van Grafeneck opgevolgd door Anselm van Nenningen
- Dominicanen (magister-generaal) - Tommaso Paccaroni opgevolgd door Leonardo Dati
- Duitse Orde (grootmeester) - Michael Küchmeister van Sternberg als opvolger van Hendrik V van Plauen
- Napels - Ladislaus opgevolgd door zijn zuster Johanna II
- Paderborn - Willem van Berg opgevolgd door Diederik III van Moers
- domproost van Utrecht - Jan II van Montfoort opgevolgd door Zweder van Culemborg
- Venetië (doge) - Tommaso Mocenigo in opvolging van Michele Sten

## Afbeeldingen

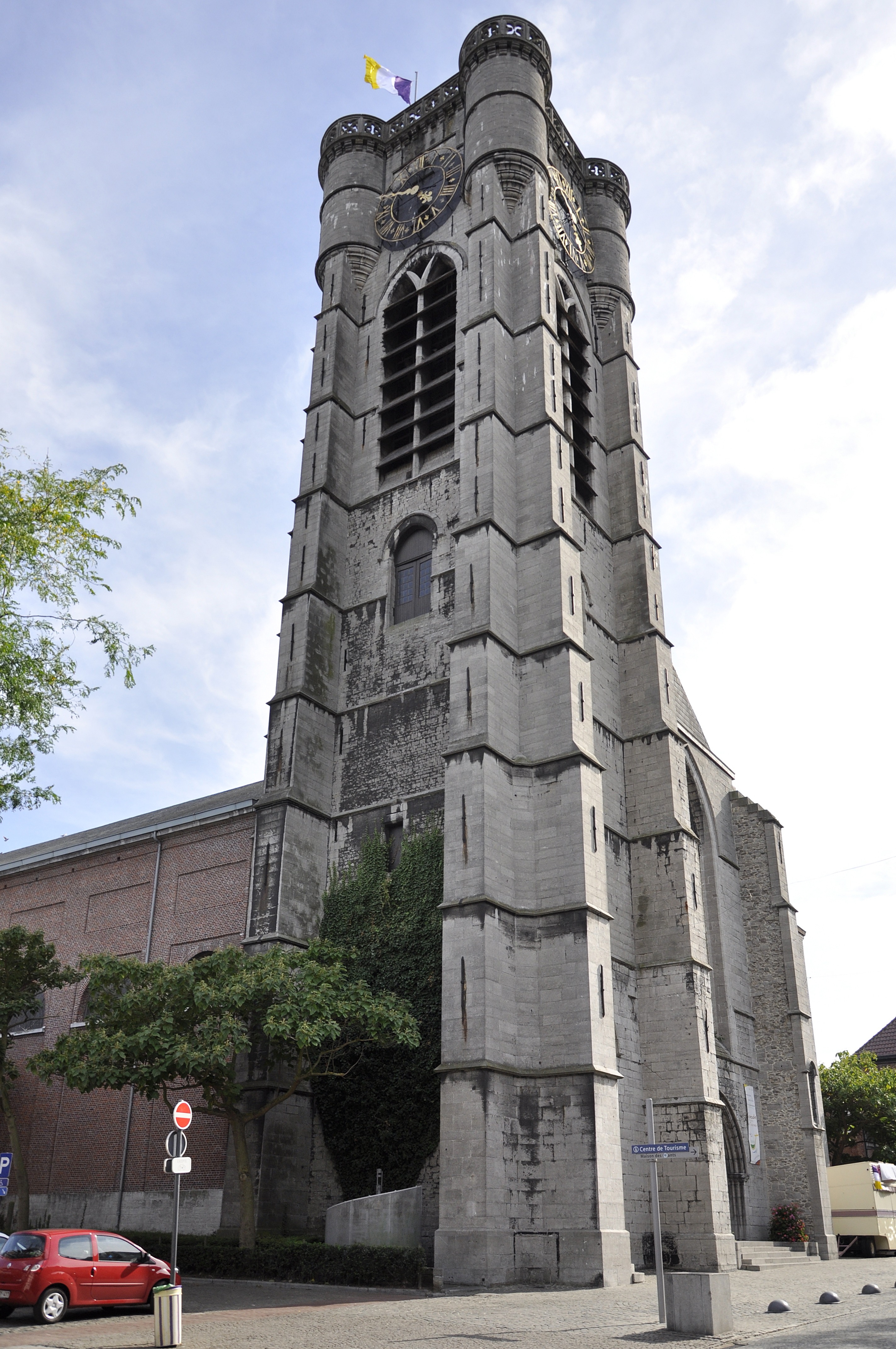
toren van de Sint-Julianuskerk in Aat (voltooid 1414)
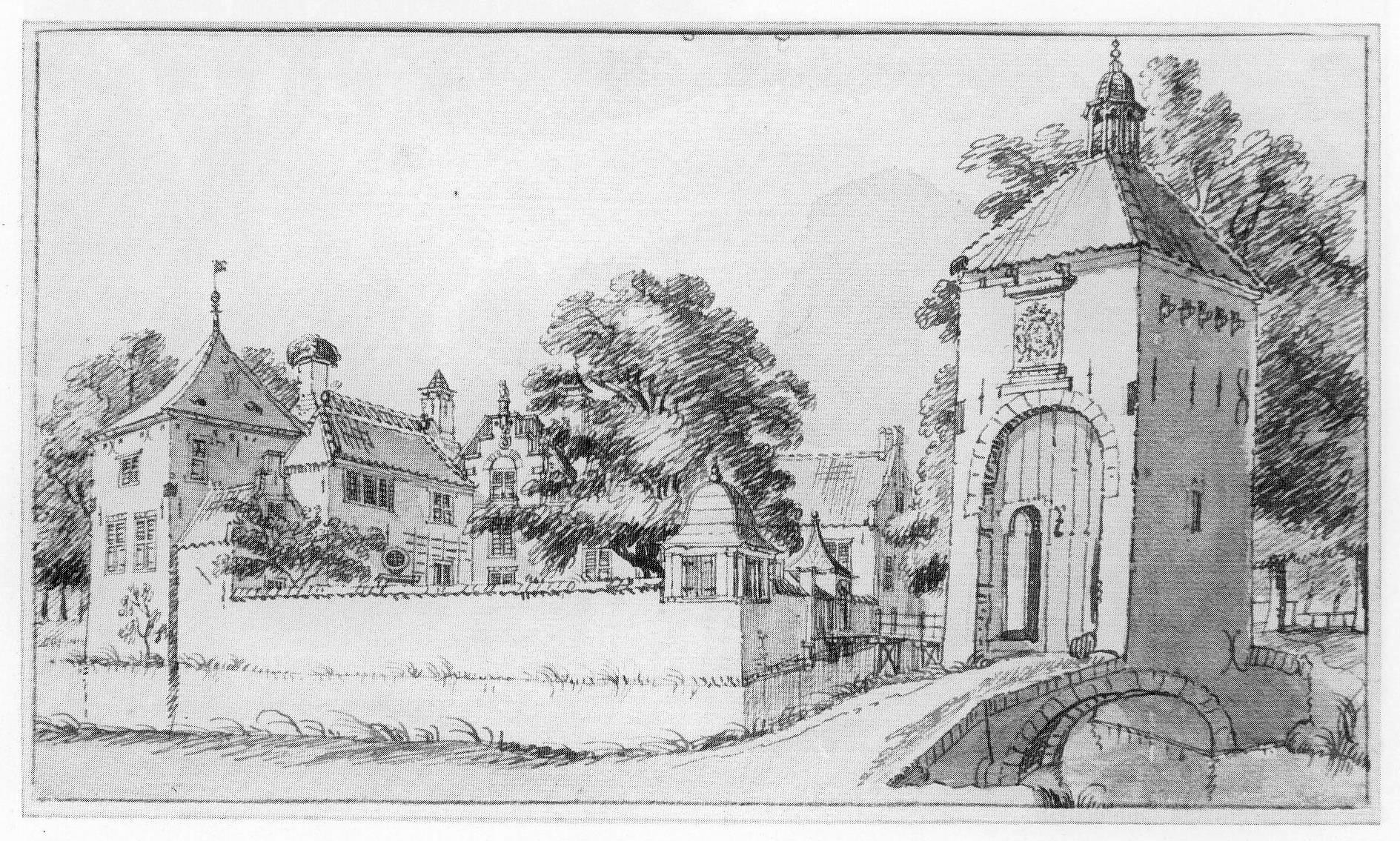
voormalig kasteel Groenestein in Wijk bij Duurstede (voltooid 1414)
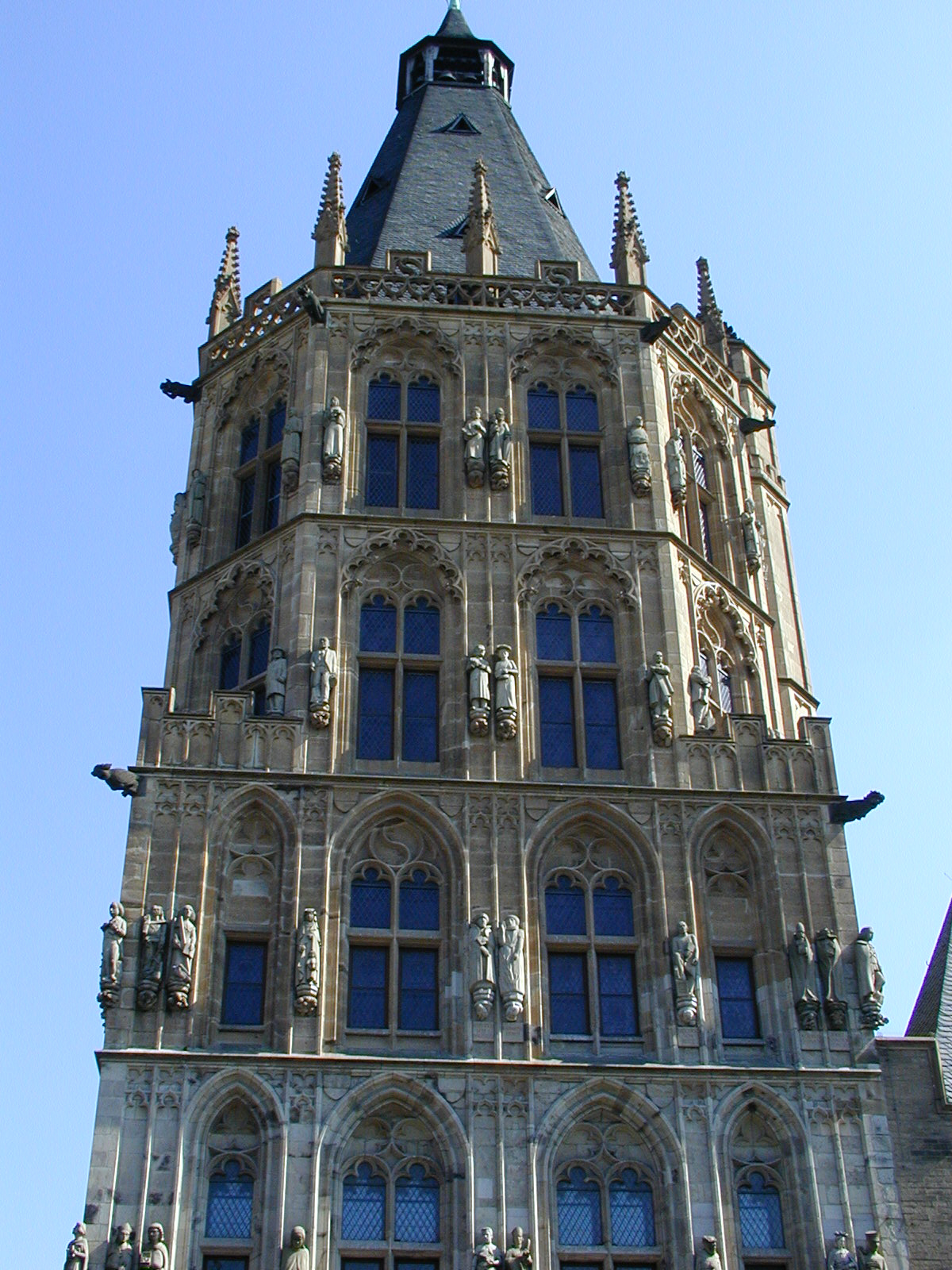
toren van het Stadhuis van Keulen (voltooid 1414)

## Geboren
- 7 januari - Hendrik II van Nassau-Siegen, Duits edelman
- 11 mei - Frans I, hertog van Bretagne (1442-1450)
- 21 juli - Sixtus IV, paus (1471-1484)
- 14 oktober - Karel IV van Maine, Frans edelman
- 9 november - Albrecht Achilles, keurvorst van Brandenburg (1470-1486)
- Dragpa Jungne, vorst van U (Tibet) (1432-1445)
- Jakub van Sienno, Pools bisschop en diplomaat
- Mönlam Legpa Lodrö, Tibetaans geestelijk leider

## Overleden
- 1 maart - Viridis Visconti (~61), Italiaans edelvrouw
- 14 juni - Beatrix van Hohenzollern (~51), Duits edelvrouw
- 6 augustus - Ladislaus (37), koning van Napels (1386-1414)
- 30 september - Piotr Wysz (~60), Pools bisschop
- Hendrik II, graaf van Nassau-Dillenburg
- Johan IV, hertog van Saksen-Lauenburg
- Odo van Thoire-Villars (~60), graaf van Genève
- Trung Quang De, keizer van Vietnam (1409-1413)
- William de Ros (~35), Engels edelman
- Bertram van Minden, Duits schilder (jaartal bij benadering)